# Hruźke (obwód dniepropetrowski)
Hruźke (ukr. Грузьке) – wieś na Ukrainie, w obwodzie dniepropetrowskim, w rejonie krzyworoskim, w hromadzie Łozuwatka. W 2001 liczyła 423 mieszkańców, spośród których 405 wskazało jako ojczysty język ukraiński, a 18 rosyjski.